# Sebastian Knapp
Sebastian Knapp (* 1980 in London) ist ein britischer Filmschauspieler.

## Leben
Sebastian Knapp wurde in London geboren und wuchs im Stadtteil Notting Hill heran. Als Jugendlicher absolvierte er die Latymer Upper School im London Borough of Hammersmith and Fulham.
Seine Filmkarriere begann er im Alter von sechs Jahren, als er 1986 im britischen Filmdrama School for Vandals eine erste kleinere Nebenrolle übernahm. Ein Jahr später, 1987, war er einer der Hauptdarsteller in der kurzlebigen Fernsehserie Aliens in the Family.
Knapps erste im deutschsprachigen Raum bekannt gewordene Rolle war die des Nasiräers Joram in Nicolas Roegs zweiteiliger Bibelverfilmung Die Bibel – Samson und Delila, die im Jahr 1996 produziert wurde. 1999 stand er in der Miniserie Die Bibel – Jesus als Steuereinnehmer Matthäus vor der Kamera. Es war nicht das einzige Mal, das Sebastian Knapp einen der Apostel Jesu verkörperte. 2013 sollte er in Die Bibel den Apostel Johannes verkörpern.
Sebastian Knapp ist überwiegend in britischen Produktionen zu sehen; so auch als Gastdarsteller in Fernsehserien wie 2006 Gerichtsmediziner Dr. Leo Dalton oder 2017 in der Seifenoper Doctors.
Sein Privatleben hält Knapp weitgehend von der Öffentlichkeit verborgen. Bekannt wurde jedoch seine Beziehung mit der britisch-amerikanischen Schauspielerin Mischa Barton, die knapp ein Jahr, von 2012 bis 2013, andauerte.

## Filmografie (Auswahl)
- 1996: Die Bibel – Samson und Delila (Samson and Delilah)
- 1999: Die Bibel – Jesus (Jesus)
- 2005: Fürchtet euch nicht! – Das Leben Papst Johannes Pauls II. (Have No Fear: The Life Of Pope John Paul II.)
- 2009: Einsatz in Afghanistan – Angriff der Wüstenschlangen (Sand Serpents)
- 2013: Die Bibel (Miniserie – vier Episoden)